# لورنس مکور
لورنس مکور (انگلیسی: Lawrence Makoare؛ زادهٔ ۲۰ مارس ۱۹۶۸) یک هنرپیشه اهل نیوزیلند است.
از فیلم‌ها یا برنامه‌های تلویزیونی که وی در آن نقش داشته است می‌توان به روزی دیگر بمیر، فرابر، ارباب حلقه‌ها: یاران حلقه، بازگشت پادشاه، هابیت: برهوت اسماگ، هابیت: نبرد پنج سپاه اشاره کرد.